# Fabien Gärtner
Fabien-André Gärtner (* 1989) ist ein ehemaliger deutscher Footballspieler.

## Leben
Gärtner spielte von 1997 bis 2003 bei der Mannschaft Landsberg Express, anschließend in München bei den NFA Monarchs (2003 bis 2005). In den Spielzeiten 2004 und 2005 gehörte der Runningback den Königsbrunn Ants an. 2004 gelang ihm mit den Schwaben der Sprung von der Regionalliga in die zweite Liga. Im Vorfeld der Saison 2006 schloss sich Gärtner den Munich Cowboys an, wechselte somit in die höchste deutsche Spielklasse GFL. 2014 wurde er mit der deutschen Nationalmannschaft Europameister. Im Vorfeld der Saison 2015 verließ er die Münchner in Richtung Österreich und spielte dort bei den Swarco Raiders Tirol unter dem deutschen Headcoach Shuan Fatah. Mit den Tirolern wurde er Staatsmeister und nahm an der Big6 teil. Nach einem Jahr in Innsbruck ging Gärtner vor der Spielzeit 2016 zu den Munich Cowboys zurück. Im Anschluss an die Saison 2017 trat Gärtner vom Leistungssport zurück.